# Princessa (wokalistka)
Mónica Capel Cruz, znana pod pseudonimem artystycznym Princessa – hiszpańska piosenkarka pop/dance.
Urodziła się 18 maja 1975, karierę artystyczną zaczęła w "World On Ice" w Madrycie i hiszpańskim Gran Circo Mundial. Została odkryta przez producenta Franka Petersona i w wieku 16 lat wydała swój pierwszy album. 

## Dyskografia

### Albumy
- 1993 Princessa (EMI Electrola)
- 1996 Calling You (East West Records)
- 1997 Princessa (East West Records)
- 1999 I Won't Forget You (East West Records)

### Single
- 1993 "Rojo Y Llanto" (EMI Electrola)
- 1994 "Ensalza Tu Amor" (EMI Electrola)
- 1994 "Tú estás loco" (EMI Electrola)
- 1996 "Calling You" (East West Records)
- 1996 "Anyone But You" (East West Records)
- 1997 "Try To Say I'm Sorry" (East West Records)
- 1997 "Baila Al Ritmo" (East West Records)
- 1997 "Vivo" (East West Records)
- 1997 "Summer Of Love" (East West Records)
- 1998 "Snowflakes" (East West Records)
- 1999 "I Won't Forget You" (East West Records)
- 1999 "(You Just) Believe In You" (East West Records)
- 2005 "All I Want" (Edel Records)